# Nemalette
Nemalette is een historisch merk van tricycles.
De bedrijfsnaam was: Netzschkauer Maschinenfabrik, Fritz Stark & Söhne, Netzschkau in Sachsen.
De Netzschkauer Maschinenfabrik breidde haar productie in 1924 uit met een driewielig voertuig met twee achterwielen, dat werd aangedreven door een 173cc-tweetaktmotor. Het had ook een rudimentaire carrosserie. Er was indertijd weliswaar een kleine markt voor dergelijke lichte, goedkope vervoermiddelen, onder andere voor de vele oorlogsinvaliden na de Eerste Wereldoorlog, maar er waren ook tientallen bedrijven die deze markt verzorgden. In 1925 stopte men de productie dan ook en ging men zich weer bezighouden met de productie van machines. 